# Golden Gate Yacht Club
El Golden Gate Yacht Club (GGYC) és un club nàutic de San Francisco, Estats Units, que es va fundar l'any 1939.

## Històric
La primera casa club es va construir en una barcassa al port esportiu de San Francisco. El famós terratrèmol de Loma Prieta de l'any 1989 va gaire bé destruir la seu i els socis van aprofitar per a reconstruir-la.
Actualment el GGYC es troba al passeig marítim, a la vora est del St. Francis Yacht Club i a la banda nord de Marina Green. El més conegut dels socis actuals és Larry Ellison, fundador de la multinacional Oracle.
El Club va competir en la Copa Louis Vuitton a l'any 2007, representat per l'equip BMW Oracle Racing, que va ser eliminat a les semifinals, mentre que a la següent edició la va guanyar i així va poder desafiar a l'equip Alinghi (SNG), a qui finalment va guanyar per 0-2.
En l'edició 34a del 2013, aquest cop ja amb les tecnologies del foiling (volar sobre l'aigua), van tornar a guanyar, conservant així la copa per darrera volta, ja que la van perdre contra el Royal New Zealand Yacht Squadron a l'edició 35a del 2017.